# 단독강화
〈단독강화〉는 선우휘의 단편소설로 낙오된 인민군과 국군의 하룻밤 사이 동거를 다루고 있는 작품이다. 1959년 신태양에 발표되었다. 이후 1983년 KBS TV 문학관에서 드라마로 각색하여 방영되었다.

## 줄거리
산을 해매다가 두 병사가 서로 맞딱드리게 된다. 한명은 국군 병사 양, 또 한명은 인민군 병사 장. 그러고 나서, 미군 수송기에서 떨어트린 씨레이션을 보게 되고 그 둘은 달려들게 된다. 이 와중에서 양은 장이 "동무" 라 하는 것을 보고 인민군임을 알아채고 양은 장에게 총을 들이댄다. 그러나, 그들은 함께 잠을 자게 되었고 나중에 자신의 진지로 다시 돌아가기로 약속하나,.
그 후에 그 둘은 C레이션을 나눠 들고 인사는 하지 않은 채 헤어지고 마나 갑자기 중공군이 나타났다. 양은 중공군에게 총을 들이댔고 장은 이것을 보고는 뛰어들었다. 결국, 그 둘은 사망하고 중공군은 천천히 동굴을 올라오고 있을 따름이였다.

## 등장인물
- 양 : 국군. 잠시동안 인민군 장이랑 친해진다.

- 장 : 인민군.

- 중공군 : 적수.